# Гордер, Юн Атле
Юн Атле Гордер (норв. Jon Atle Gaarder; 27 ноября 1934 — 14 марта 2020) — дипломат, бывший посол Норвегии в Саудовской Аравии, Индии, Югославии, Литве.

## Биография
Юн Атле Гордер родился в городе Орнес, в коммуне Нес в губернии Акерсхус, а детство его прошло в городе Скарнес, в коммуне Сёр-Одал, в губернии Хедмарк. Учился в Норвежской военной академии и был действующим офицером до прихода на дипломатическую службу в 1962 году. Он возглавлял норвежскую делегацию в совете НАТО с 1975 по 1979 год. В 1984 году он был назначен послом Норвегии в Саудовской Аравии, а также представлял Норвегию в Объединенных Арабских Эмиратах, Йемене и Омане. В 1990 году он был назначен посолом в Индии, с дополнительными представительством в Шри-Ланке, Бангладеш, Бутане, Непале и Мальдивах. С 1994 по 1996 год он был посолом в Югославии, с дополнительным представительством в Болгарии, Македонии и Албании. С 1999 по 2001 год он был послом Норвегии в Литве.
Юн Атле Гордер являлся командором «Ордена Святого Олафа».
Проживал в Фолле.